# Fodbold Club Fredericia
El FC Fredericia es un club de fútbol danés de Fredericia, fundado en 1991. El equipo juega actualmente en la Superliga danesa, la primera categoría más importante del país.

## Historia
El club fue fundado en 1991 como una parte profesional del Fredericia forenede Fodboldklubber y la Fredericia KFUM (Asociación Cristiana de Jóvenes).En el  2003, la Fredericia f.F. se retiró del proyecto por lo que pasó pasó a ser parte del Fredericia KFUM.
En otoño de 2005, ganó la primera edición de la extinta Copa Banco de Fionia.